# Exit Planet Dust
Albums de The Chemical Brothers
Dig Your Own Hole
(1997)
Exit Planet Dust est le premier album du duo britannique The Chemical Brothers, sorti le 15 avril 1995. En 2004, l'album a été publié dans un coffret avec Dig Your Own Hole (1997), le second opus, dans le cadre de la collection 2CD Original du label britannique EMI, et a été certifié disque de platine. Le titre de l'album est une référence à leur nom de départ, The Dust Brothers.

## Contexte
Le Royaume-Uni du début des années 1990 bannit les raves de son territoire avec la Criminal Justice and Public Order Act de 1994. Cette loi liberticide interdit les rassemblements festifs et fait fuir les sound-systems hors du pays. The Chemical Brothers naît à Manchester dans cette période d'illusions perdues, dans la continuité de groupes fondateurs comme Orbital. Ed Simons et Tom Rowlands débutent sous le pseudonyme The Dust Brothers, mais doivent rapidement changer de nom : deux producteurs basés à Los Angeles, qui ont travaillé avec les Beastie Boys, Beck ou Santana, utilisent déjà ce nom. En quelques mois et une poignée de singles, les deux artistes vont devenir des stars mondiales de la musique électronique.
Exit Planet Dust est publié par le label Junior Boy's Own, qui a également révélé Underworld, X-Press 2 et Black Science Orchestra. Héritiers de la scène de Manchester, les deux musiciens revendiquent la new wave et le dance-rock de New Order, le psychédélisme rock de The Stone Roses et le sens du groove dance de Happy Mondays. Ils transposent tout cela avec la technologie moderne dans un véritable déluge de samples de rythmiques hip-hop, de crépitements de caisse claire, de charleston, de basses musclées, de boucles "chimiques" (electro, distordues, acid) et de scratches. Ed Simons et Tom Rowlands se consacrent aux live, à l'énergie qui s'en dégage et à la mise en scène très visuelle de leurs compositions. De fait, le duo cherche à perpétuer l'esprit rave dans ses concerts. Leurs shows ont une approche psychédélique, presque hippie, à l'image de la pochette de Exit Planet Dust. Ces rassemblements relèvent de l'expérience collective, comme on peut le constater dans le live Don't Think capté en 2011 devant un parterre de japonais en transe.
Ce cocktail inédit lance le courant « big beat ». Ce mouvement essentiellement anglais, convertit alors à la musique électronique nombres de rockeurs et de fans de hip-hop. L'album Exit Planet Dust apparaît comme un des piliers de ce courant, auquel The Chemical Brothers survivra sans dommage.

## Liste des titres
Toutes les chansons sont écrites et composées par Tom Rowlands & Ed Simons.
| 1.    | Leave Home                      |             | 5:32 |
| 2.    | In Dust We Trust                |             | 5:17 |
| 3.    | Song to the Siren               |             | 3:16 |
| 4.    | Three Little Birdies Down Beats |             | 5:38 |
| 5.    | Fuck Up Beats                   |             | 1:25 |
| 6.    | Chemical Beats                  |             | 4:50 |
| 7.    | Chico's Groove                  |             | 4:48 |
| 8.    | One Too Many Mornings           |             | 4:13 |
| 9.    | Life Is Sweet                   | Tim Burgess | 6:33 |
| 10.   | Playground For a Wedgeless Firm |             | 2:31 |
| 11.   | Alive Alone                     | Beth Orton  | 5:16 |
| 49:19 |                                 |             |      |

Deux morceaux sont chantés : Life Is Sweet, par Tim Burgess de The Charlatans, et Alive Alone, par Beth Orton.